# Pommiers-en-Forez
Pommiers-en-Forez is een gemeente in het Franse departement Loire (regio Auvergne-Rhône-Alpes). De gemeente telt 374 inwoners (1999). De plaats maakt deel uit van het arrondissement Roanne.

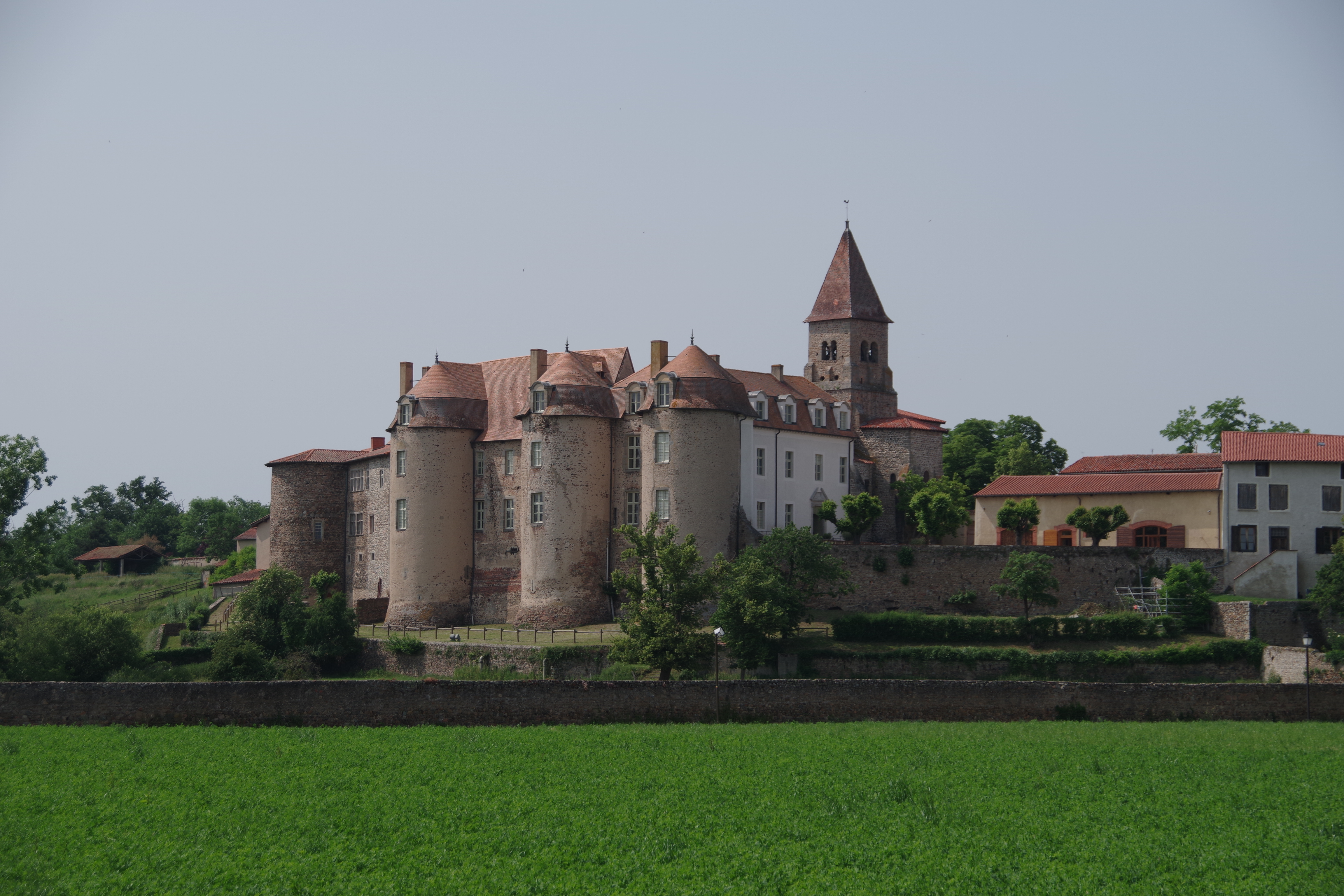
Pommiers-en-Forez met de priorij

## Geschiedenis
Het dorp is ontstaan rond een benedictijner priorij. Deze priorij werd gesticht in de negende eeuw vanuit de abdij van Nantua en kwam in de tiende eeuw onder invloed van Cluny. De plaats werd in die tijd vermeld als Pomeirs.
Op de 18de-eeuwse Cassinikaart is de plaats aangeduid als Pomiers. De priorij werd gesloten na de Franse Revolutie en de monniken werden in 1790 uit Pommiers verjaagd. Op het eind van het ancien régime eind 18de eeuw, toen de gemeenten werden gecreëerd, werd Pommiers een gemeente.
Op 29 februari 2020 werd de gemeentenaam officieel gewijzigd van Pommiers naar Pommiers-en-Forez, verwijzend naar de streek van de Forez.

## Geografie
De oppervlakte van Pommiers bedraagt 24,7 km², de bevolkingsdichtheid is 15,1 inwoners per km².
De onderstaande kaart toont de ligging van Pommiers-en-Forez met de belangrijkste infrastructuur en aangrenzende gemeenten.

## Bezienswaardigheden
- De priorij van Pommiers-en-Forez
- De Église Saint-Pierre et Saint-Paul
- De oude vesting met stadspoort

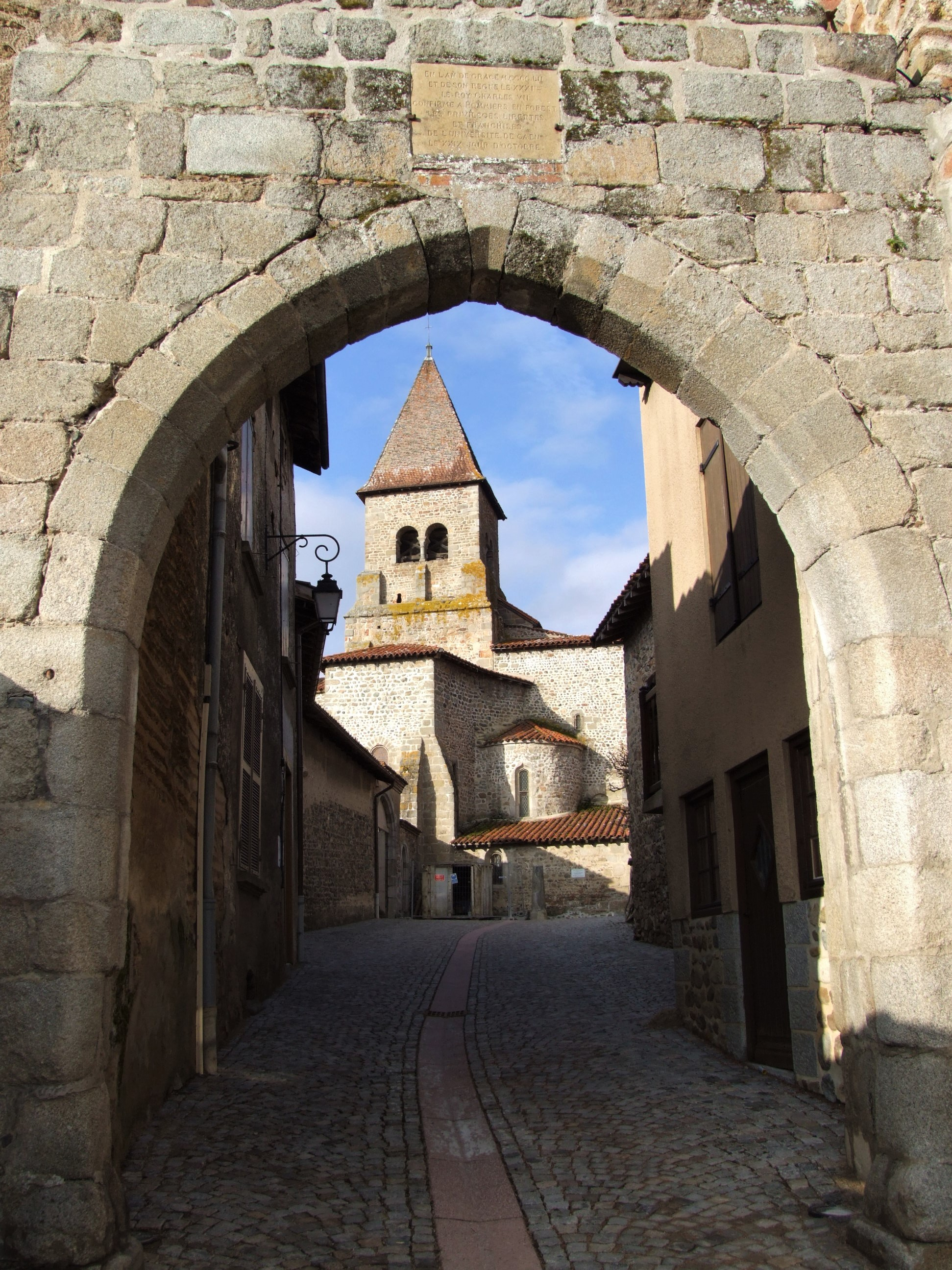
Stadspoort
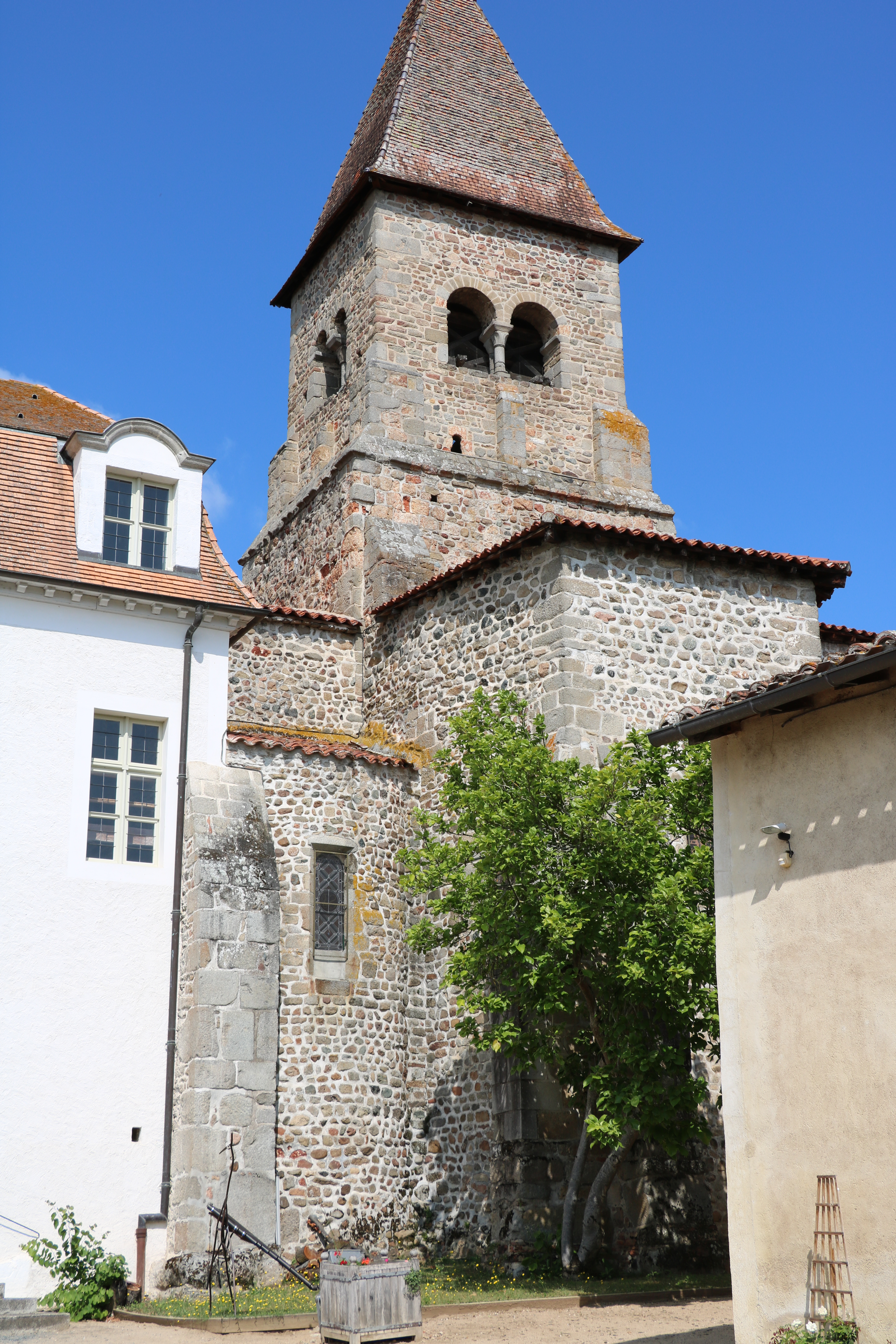
Église Saint-Pierre et Saint-Paul

## Demografie
Onderstaande figuur toont het verloop van het inwonertal (bron: INSEE-tellingen).